# Man Yanling
Man Yanling (chinesisch 滿艷玲 / 满艳玲, Pinyin Mǎn Yànlíng; * 9. November 1972) ist eine ehemalige chinesische Fußballspielerin.

## Karriere

### Nationalmannschaft
Mit der chinesischen A-Nationalmannschaft nahm sie an der Weltmeisterschaft 1995. Auch bei der Weltmeisterschaft 1999 war sie dabei und schaffte es mit ihrer Mannschaft bis ins Finale, scheiterte hier jedoch am Ende an Deutschland.